# Tignieu-Jameyzieu
Tignieu-Jameyzieu és un municipi francès situat al departament de la Isèra i a la regió d'Alvèrnia-Roine-Alps. L'any 2007 tenia 5.435 habitants.

## Demografia

### Població
El 2007 la població de fet de Tignieu-Jameyzieu era de 5.435 persones. Hi havia 1.899 famílies de les quals 344 eren unipersonals (133 homes vivint sols i 211 dones vivint soles), 595 parelles sense fills, 858 parelles amb fills i 102 famílies monoparentals amb fills.
La població ha evolucionat segons el següent gràfic:
Habitants censats

### Habitatges
El 2007 hi havia 2.013 habitatges, 1.926 eren l'habitatge principal de la família, 23 eren segones residències i 63 estaven desocupats. 1.827 eren cases i 180 eren apartaments. Dels 1.926 habitatges principals, 1.607 estaven ocupats pels seus propietaris, 284 estaven llogats i ocupats pels llogaters i 35 estaven cedits a títol gratuït; 10 tenien una cambra, 73 en tenien dues, 242 en tenien tres, 605 en tenien quatre i 995 en tenien cinc o més. 1.650 habitatges disposaven pel capbaix d'una plaça de pàrquing. A 723 habitatges hi havia un automòbil i a 1.063 n'hi havia dos o més.

### Piràmide de població
La piràmide de població per edats i sexe el 2009 era:
| Homes | Edats   | Dones |
| ----- | ------- | ----- |
| 0     | 95 o +  | 4     |
| 4     | 90 a 94 | 8     |
| 4     | 85 a 89 | 28    |
| 20    | 80 a 84 | 16    |
| 60    | 75 a 79 | 96    |
| 76    | 70 a 74 | 96    |
| 92    | 65 a 69 | 96    |
| 92    | 60 a 64 | 88    |
| 144   | 55 a 59 | 112   |
| 184   | 50 a 54 | 140   |
| 236   | 45 a 49 | 248   |
| 208   | 40 a 44 | 224   |
| 152   | 35 a 39 | 152   |
| 160   | 30 a 34 | 176   |
| 128   | 25 a 29 | 132   |
| 164   | 20 a 24 | 120   |
| 188   | 15 a 19 | 213   |
| 224   | 10 a 14 | 212   |
| 164   | 5 a 9   | 160   |
| 144   | 0 a 4   | 104   |

## Economia
El 2007 la població en edat de treballar era de 3.619 persones, 2.653 eren actives i 966 eren inactives. De les 2.653 persones actives 2.382 estaven ocupades (1.342 homes i 1.040 dones) i 271 estaven aturades (110 homes i 161 dones). De les 966 persones inactives 276 estaven jubilades, 333 estaven estudiant i 357 estaven classificades com a «altres inactius».

### Ingressos
El 2009 a Tignieu-Jameyzieu hi havia 2.048 unitats fiscals que integraven 5.912,5 persones, la mediana anual d'ingressos fiscals per persona era de 19.369 €.

### Activitats econòmiques
Dels 320 establiments que hi havia el 2007, 5 eren d'empreses extractives, 7 d'empreses alimentàries, 2 d'empreses de fabricació de material elèctric, 21 d'empreses de fabricació d'altres productes industrials, 62 d'empreses de construcció, 88 d'empreses de comerç i reparació d'automòbils, 6 d'empreses de transport, 6 d'empreses d'hostatgeria i restauració, 6 d'empreses d'informació i comunicació, 14 d'empreses financeres, 17 d'empreses immobiliàries, 42 d'empreses de serveis, 30 d'entitats de l'administració pública i 14 d'empreses classificades com a «altres activitats de serveis».
Dels 99 establiments de servei als particulars que hi havia el 2009, 1 era una oficina de correu, 20 tallers de reparació d'automòbils i de material agrícola, 3 tallers d'inspecció tècnica de vehicles, 1 establiment de lloguer de cotxes, 1 autoescola, 11 paletes, 15 guixaires pintors, 11 fusteries, 7 lampisteries, 7 electricistes, 3 empreses de construcció, 8 perruqueries, 1 veterinari, 5 restaurants, 4 agències immobiliàries i 1 saló de bellesa.
Dels 33 establiments comercials que hi havia el 2009, 1 era un hipermercat, 1 un supermercat, 2 grans superfícies de material de bricolatge, 6 fleques, 2 carnisseries, 1 una llibreria, 6 botigues de roba, 2 botigues d'equipament de la llar, 1 una sabateria, 1 una botiga d'electrodomèstics, 2 botigues de mobles, 1 una botiga de material esportiu, 2 drogueries, 2 perfumeries, 1 una joieria i 2 floristeries.
L'any 2000 a Tignieu-Jameyzieu hi havia 14 explotacions agrícoles que ocupaven un total de 504 hectàrees.

## Equipaments sanitaris i escolars
Els 2 equipaments sanitaris que hi havia el 2009 eren farmàcies.
El 2009 hi havia 2 escoles maternals i 2 escoles elementals. Tignieu-Jameyzieu disposava d'un col·legi d'educació secundària amb 531 alumnes.
Tignieu-Jameyzieu disposava d'un centre de formació no universitària superior de formació tècnica.

## Poblacions més properes
El següent diagrama mostra les poblacions més properes.